# Rejon lubieriecki
Rejon lubierecki (ros Люберецкий район) – jednostka terytorialna w Rosji, w centralnej części obwodu moskiewskiego. Centrum administracyjne rejonu – miasto Lubierce.

## Geografia
Powierzchnia rejonu wynosi 150 tys. km². W 2002 roku liczył 255 700 mieszkańców. W granicach rejonu, oprócz miasta Lubierce, znajduje się 4 osiedla typu miejskiego: Tomilino, Kraskowo, Małachowka, Oktiabrskij i 18 wsi. Osiedle typu miejskiego Kotielniki uzyskało w 2005 roku prawa miejskie i zostało wyłączone ze składu rejonu. Ostatecznie w skład rejonu wchodzi 5 osiedli miejskich:
- osiedle miejskie kraskowskie z centrum Kraskowo
- osiedle miejskie lubiereckie z centrum Lubierce
- osiedle miejskie małachowskie z centrum Małachowka
- osiedle miejskie oktiabrskie z centrum Oktiabrskij
- osiedle miejskie tomilińskie z centrum Tomilino